# Провулок Крилова (Житомир)
Провулок Крилова — провулок в Корольовському районі міста Житомира.

## Характеристики
Провулок розташований привокзальній частині міста, у місцевості, що відома за назвою «Виставка». Провулок бере початок з Київської вулиці, прямує на південний схід та завершується перехрестям з Гоголівською вулицею.
Історична забудова провулка — садибна житлова (кінця ХІХ ст., початку ХХ ст.), зосереджена переважно із західного боку початку провулка; сучасна забудова — багатоповерхова житлова (1970-х рр.).

## Історичні відомості

### Історія назви
Назва провулка «Криловський» походить від прізвища одного з перших домовласників у провулку, Криловського. На мапі 1951 року показаний ще з цією назвою. У 1958 році перейменований на провулок Крилова, на честь російського письменника Івана Крилова. 

### Історія формування провулка
Провулок виник на рубежі ХІХ та ХХ сторіч. Забудова почала формуватися із західної сторони провулка. З початку ХХ ст. та до 1970-х років провулок мав Г-подібну форму (прямуючи на південь, а затим повертаючи на захід) та завершувався кутком на половині сучасної довжини. У 1970-х роках, внаслідок будівництва п'ятиповерхових житлових будинків № 12 та № 14 провулок продовжено на південь, до з'єднання з Гоголівською вулицею. 